# دینو درپیچ
دینو درپیچ (کرواتی: Dino Drpić؛ زادهٔ ۲۶ مهٔ ۱۹۸۱) بازیکن فوتبال و در حال حاضر بازیکن آزاد اهل کرواسی است. از باشگاه‌هایی که در آن بازی کرده‌است می‌توان به دینامو زاگرب، باشگاه فوتبال آ.ا.ک آتن و باشگاه فوتبال کارلسروهه اشاره کرد. وی همچنین در تیم ملی فوتبال کرواسی بازی کرده است.